# Machimus autumnalis
Machimus autumnalis är en tvåvingeart som först beskrevs av Banks 1914.  Machimus autumnalis ingår i släktet Machimus och familjen rovflugor. Inga underarter finns listade i Catalogue of Life.